# Klaus Kupper
Klaus Kupper ist ein deutscher Sportwissenschaftler und Hochschullehrer.

## Leben
Kupper stellte in den 1960er und 1970er Jahren sportwissenschaftliche Forschungen zum Thema Talentauswahl und Bestimmung von Eignungskriterien von Leistungssportlern, insbesondere im Schwimmsport, an. 1968 gehörte er zu den Verfassern des Artikels „Die Erarbeitung wissenschaftlich begründeter Auswahlkennziffern für Sportschwimmen“. Er war an der „Schaffung wirksamer Auswahlsysteme für den Leistungssport in der Deutschen Demokratischen Republik“ beteiligt. In einem 1971 gemeinsam mit Günter Thieß veröffentlichten Aufsatz zu diesem Thema wurden derartige Anstrengungen unter anderem damit begründet, dass angesichts einer „zu erwartenden stürmischen Entwicklung der sportlichen Leistungen“ Sportler ausgewählt werden müssten, die „über die notwendigen Leistungsvoraussetzungen und Fähigkeiten verfügen, um Weltspitzenleistungen vollbringen zu können“. Zudem sei es wegen der relativ geringen Bevölkerungszahl des Landes notwendig, dass „alle Kinder und Jugendliche der DDR bezüglich ihrer sportlichen Fähigkeiten für höchste sportliche Leistungen gesichtet und in den Auswahlprozess einbezogen werden“.
Neben dem Thema Eignung beschäftigte sich Kupper auch mit einzelnen leistungsbestimmenden Faktoren im Schwimmen wie Kraftausdauer und Maximalkraft. Darüber hinaus forschte er im Bereich Leistungsprognose, beschäftigte sich mit einer „Vervollkommnung der Normensysteme im Leistungssport der DDR“ und forschte im Nachwuchstraining des Eisschnelllaufs.
1978 schloss Kupper an der Deutschen Hochschule für Körperkultur (DHfK) seine Promotion B zum Thema „Eignungsbeurteilung im Nachwuchsleistungssport der DDR: theoretisch-konzeptionelle Positionen und ausgewählte Ergebnisse zur Eignungsforschung im Leistungssport“ ab und war anschließend als Professor an der DHfK tätig. Auch nach der Auflösung der Hochschule nach dem Ende der DDR befasste sich Kupper weiter mit dem Themenkomplex Eignung/Talent und veröffentlichte 1993 den Sammelwerksbeitrag „Theorie und Methodologie der Talenterkennung im Sport“. In einem Filmbeitrag des Mitteldeutschen Rundfunks von Ende September 1990 wurde Kupper als „geistiger Vater des perfektesten System der Talenteerkennung und Talentefindung im Weltsport“ bezeichnet.